# Oscar Quiñones Carrillo
Oscar Quiñones Carrillo (* 14. Januar 1941 in Lima) ist ein peruanischer Schachspieler und -lehrer.

## Leben
Oscar Quiñones Carrillo arbeitete in einer Bank und betrieb das Schachspielen als Hobby, obwohl er eine Zeit lang in den frühen 1960er-Jahren der beste Schachspieler seines Landes war. Er unterrichtet inzwischen Schach an der Päpstlichen Katholischen Universität von Peru (Pontificia Universidad Católica del Perú) in Lima und ist Trainer der Universitätsmannschaft.

## Erfolge
Fünfmal konnte Oscar Quiñones die peruanische Einzelmeisterschaft gewinnen: 1961, 1963, 1964, 1965 und 1966. 1963 wurde er geteilter Dritter im Zonenturnier in Mar del Plata. Im gleichen Jahr wurde er zum Internationalen Meister ernannt. 1964 gewann er das Zonen-Playoff in Rio de Janeiro, wodurch er sich für das Interzonenturnier Amsterdam 1964 qualifizierte, bei dem er 20. von 24 Teilnehmern wurde. Für die peruanische Nationalmannschaft nahm er an drei Schacholympiaden teil (1964 in Tel Aviv an Brett 1, 1970 in Siegen an Brett 3 und 1972 in Skopje an Brett 2) mit einem positiven Gesamtergebnis von 26,5 Punkten aus 52 Partien (+18 =17 −17).
Quiñones Carrillo wird beim Weltschachbund FIDE als inaktiv gelistet, da er seit dem 3. Grand Prix in Chiclayo im August 2004 keine Elo-gewertete Partie mehr gespielt hat.